# Kali hypocobaltat
Kali hypocobaltat, hay kali percobaltat(V) là một hợp chất vô cơ có công thức hóa học K3CoO4. Hợp chất này tồn tại dưới trạng thái là chất rắn màu xanh dương-đen. Trong hợp chất trên, Co ở trạng thái oxy hóa +5.

## Điều chế
K3CoO4 được điều chế bằng cách cho cobalt(II,III) oxide tác dụng với kali oxide trong khí O2 dưới điều kiện 400 ℃ và 100 atm:
4Co3O4 + 18K2O + 7O2 → 12K3CoO4

## Tính chất
Kali hypocobaltat tồn tại dưới trạng thái là chất rắn màu dương-đen.
Momen lưỡng cực từ đã chỉ ra rằng hợp chất chứa Co(V). Cấu trúc tinh thể chưa được xác định. Hợp chất có thể ổn định nhờ oxide hoặc fluoride.